# Jamie Dwyer

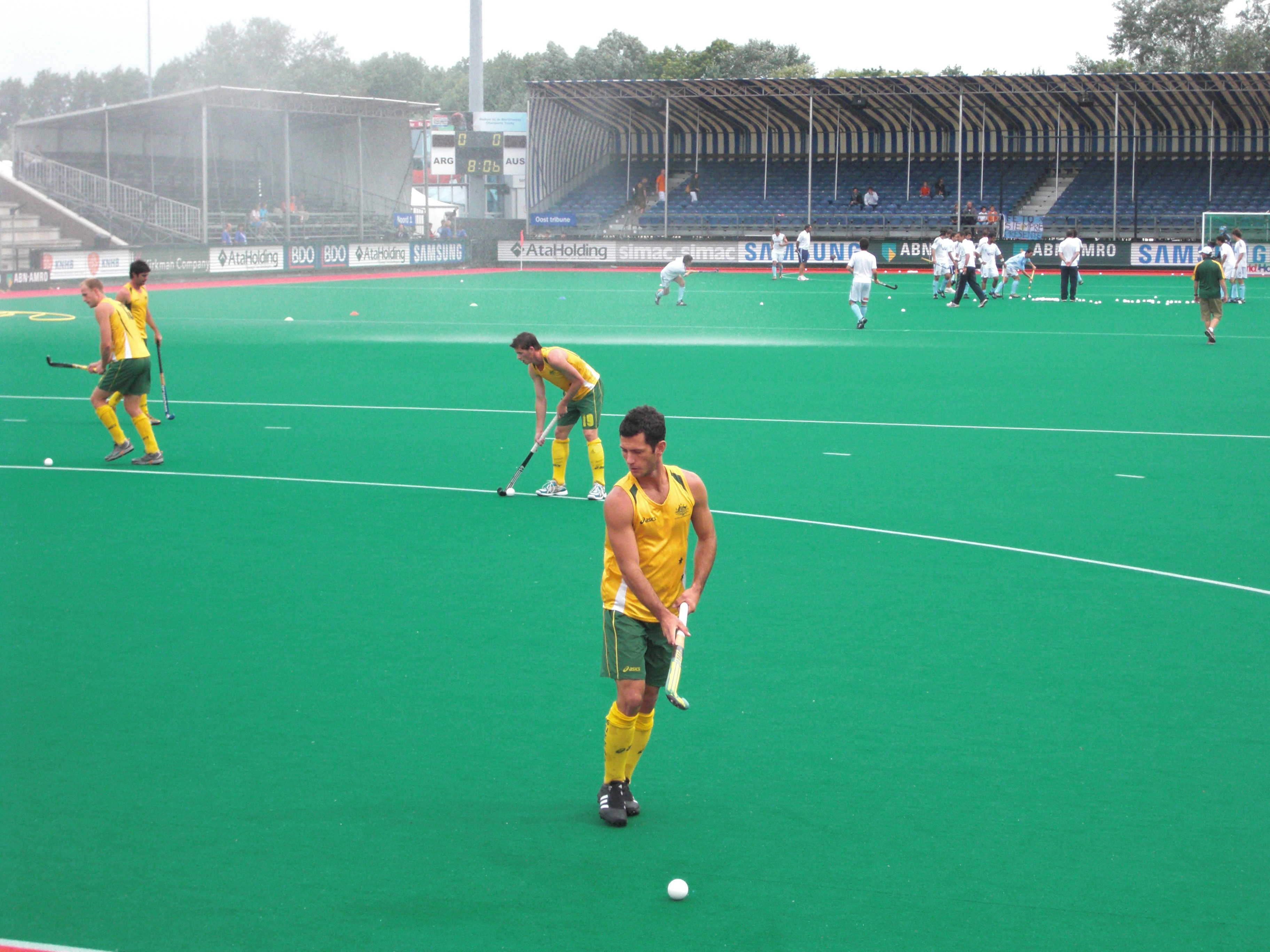
Jamie Dwyer

Jamie Dwyer OAM (* 12. März 1979 in Rockhampton, Australien) ist ein australischer Hockeyspieler, der fünfmal Welthockeyspieler war und sein Land 2004 zum ersten Olympiasieg schoss.

## Karriere
Er wurde 2001 erstmals in den Kader der australischen Hockeynationalmannschaft berufen. Dwyer gilt als einer der besten Stürmer der Welt.
Im Jahr 2002 wurde er zum U23-Welthockeyspieler des Jahres gewählt. Bei der Champions Trophy 2003 zog sich Jamie Dwyer eine schwere Verletzung zu, gab jedoch 2004 im Rahmen eines 4-Nationenturniers in Sydney sein Comeback. Sein größter Erfolg war bislang der Gewinn der Goldmedaille bei den Olympischen Sommerspielen 2004, als er im Finale das entscheidende Tor gegen die Niederlande erzielte.
Nach den Olympischen Spielen wechselte er in die niederländische Hoofdklasse zum HC Bloemendaal und wurde 2004 zum ersten Mal zum Welthockeyspieler des Jahres geehrt (2007, 2009, 2010, 2011 abermals).
Im Frühling 2006 wechselte er zum Real Club de Polo in Barcelona.
Bei der Feldhockey-Weltmeisterschaft 2006 in Mönchengladbach wurde er zum besten Spieler des Turniers gewählt. Allerdings konnte er aufgrund einer Verletzung nicht am Endspiel gegen die deutsche Hockeynationalmannschaft teilnehmen, das Australien 4:3 gegen Deutschland verlor. 2007 wurde er erneut zum Welthockeyspieler gewählt.
Bei den Olympischen Spielen 2008 gewann Dwyer mit dem australischen Team Bronze und im Jahr darauf wurde er zum dritten Mal mit dem Titel Welthockeyspieler ausgezeichnet. Bei der Weltmeisterschaft 2010 in Neu-Delhi führte er Australien erneut ins Finale gegen Deutschland. Die australische Mannschaft konnte nach zwei gegen Deutschland verlorenen Endspielen bei den vorangegangenen Weltmeisterschaften das Finale 2010 mit 2:1 Toren gewinnen. Dwyer bekam als Mannschaftskapitän nach 24 Jahren wieder die WM-Trophäe für die australische Mannschaft überreicht. Im Mai 2010 gab er seinen Wechsel vom HC Bloemendaal zum Mannheimer HC bekannt.
Für seine Verdienste um den Sport als Goldmedaillengewinner bei den Olympischen Spielen 2004 in Athen wurde er 2005 mit der Medaille des Order of Australia ausgezeichnet. 2021 wurde er in die Sport Australia Hall of Fame aufgenommen.